# Acle
Acle è un paese di 2 732 abitanti della contea del Norfolk, in Inghilterra.